# Panthiades paphlagon
Panthiades paphlagon is een vlinder uit de familie van de Lycaenidae. De wetenschappelijke naam van de soort werd als Pseudolycaena paphlagon in 1865 gepubliceerd door Felder & Felder.